# آزات شاهینیان
آزات نیکلایی شاهینیان (ارمنی: Ազատ Նիկոլայի Շահինյան؛  زادهٔ ۱۰ نوامبر ۱۹۲۸ - درگذشته ۸ ژانویهٔ ۲۰۰۲)، نمایشنامه‌نویس اهل ارمنستان بود.

## زندگی‌نامه
وی در ۱۰ نوامبر ۱۹۲۸ در باکو به دنیا آمد و در سال ۱۹۳۰ ساکن ایروان شد. در سال ۱۹۴۴ از انستیتو دولتی سینما و تئاتر ایروان فارغ‌التحصیل شد. در سال ۱۹۴۶ در نیروهای مسلح شوروی خدمت نمود. وی در فرهنگستان دولتی تئاتر سوندوکیان و تئاتر کمدی موزیکال پارونیان فعالیت کرده است. شاهینیان از سال ۱۹۵۸ عضو اتحادیه نویسندگان شوروی بود. وی در ۸ ژانویهٔ ۲۰۰۲ در سن ۷۳ سالگی در ایروان درگذشت.